# Правило трёх кликов
Правило трёх кликов — неофициальное правило навигации на сайте в веб-дизайне. Оно предполагает, что пользователь должен иметь возможность найти любую информацию не более чем за 3 клика мышью. Основано это на том, что люди якобы расстраиваются и часто покидают сайт, если они не смогли найти нужную информацию в пределах трёх кликов. Хотя аналитических выводов мало, этой веры часто придерживаются дизайнеры. Критики же этого правила считают, что количество кликов не так важно, как польза от них.
В своей книге, Taking Your Talent to the Web (2001), Джеффри Зельдман написал, что правило трёх кликов «основано на том, каким образом люди используют Интернет» и то, что «это правило поможет создавать сайты с интуитивной структурой с логичной иерархией».

## Критика
Правило трёх кликов было оспорено тестами юзабилити, которые показали, что количество кликов, нужных для получения желаемой информации, не влияет ни на удовлетворённость, ни на показатель успеха.
В электронной коммерции правило трёх кликов часто плохо работает, ибо для того, чтобы соответствовать этому правилу, продукты для покупателей должны быть сгруппированы по категориям, которые были бы слишком большими для удобного просмотра.